# Anita Niesz
Anita Niesz (née le 26 juin 1925 à Ennetbaden et morte le 1er octobre 2013 à Lengnau, Argovie) est une photographe suisse, connue principalement pour ses portraits d'enfants.

## Biographie

### Éducation
Anita Niesz grandit à Ennetbaden. Son père est un ingénieur genevois et sa mère une Suissesse élevée au Brésil avec sa fratrie. Elle effectue une formation de photographe de 1944 à 1948 à l'École d'arts appliqués de Zurich auprès de Hans Finsler et Alfred Willimann.

### Carrière de photographe
À partir de 1949, elle travaille en tant que photographe indépendante, notamment pour le Neue Zürcher Zeitung et la revue Du. Elle travaille aussi comme photographe pour les Villages d'enfants Pestalozzi, Pro Juventute, Pro Infirmis et l'Organisation suisse d'aide aux réfugiés. Les portraits d'enfants qu'elle photographie contribuent à la reconnaissance de son travail. Elle documente également  par ses photos la vie quotidienne d'ouvriers dans leur sphère professionnelle et privée. 
Dans les années 1951 à 1957, elle entreprend plusieurs voyages sur la côte atlantique française, dans le sud de la France, en Italie et en Irlande. Elle rapporte des photos de ses voyages. En 1961, elle se marie avec l'architecte August Volland, mais ce dernier meurt dans l'année. Cette même année, nait son fils Christian.
En 1974, elle participe à l'exposition De la photographie suisse de 1840 à aujourd'hui, au Kunsthaus de Zurich.
En 1989, le musée des beaux-arts d'Argovie monte l'exposition Anita Niesz – Photos 1949-1974,. Son œuvre se trouve à la Fondation suisse pour la photographie.
En 2018, le musée alpin suisse de Berne expose ses clichés dans le cadre de l'exposition Biwak#21 « Travaux en progrès », Emil Zbinden et la construction du barrage du Grimsel-Oberaar. Les photographies ont pour objectif de saisir le quotidien des travailleurs dans le cadre des travaux du chantier de construction du barrage de l'Oberaar, dans la région du Grimsel dans les années 1950. Ces travaux de mise en valeur de la force hydraulique ont pour but de répondre à la demande croissante en énergie de la Suisse, ont d'importantes conséquences économiques (par exemple sur la vie quotidienne des femmes dans les vallées alpines)[réf. souhaitée] et suscitent parfois une forte contestation des mouvements écologiques.